# Bruce Harlan
Bruce Ira Harlan, född 2 januari 1926 i Marple Newtown i Pennsylvania, död 22 juni 1959 i Norwalk, var en amerikansk simhoppare.
Harlan blev olympisk guldmedaljör i svikthopp vid sommarspelen 1948 i London.